# Liste der Träger des Order of Jamaica
In dieser Liste sind Träger des Order of Jamaica mit kurzen Angaben zur Person aufgeführt. Sofern angegeben ist in Klammern das Jahr der Verleihung genannt.

## A
- Peter Henry Abrahams, Schriftsteller
- Howard R. Aris (2012, posthum)[1]
- Vernin Arnett, Politiker
- Patricio Aylwin Azócar, Präsident Chiles

## B
- Amy Beckford Bailey, Frauenrechtlerin (1990)[2]
- Barbara Evelyn Bailey, Hochschullehrerin (2008)[3]
- Lloyd George Barnett
- Cecil Baugh, Künstler (2003)[4]
- Harry Belafonte, US-amerikanischer Entertainer
- Enid Maude Bennett (2012)[1]
- Louise Bennett-Coverley, Schriftstellerin (1974)[5]
- Wycliffe Bennett (2009)[6]
- Richard Leighton Bernal, Diplomat
- Christopher Blackwell, Musikproduzent, Gründer von Island Records (2004)[7]
- Desmond Aylmer Blades
- Herro Verne Blair (2007)[8]
- Usain Bolt, Leichtathlet, mehrfacher Olympiasieger und Weltrekordler (2009)[6]
- Donald Courtney Brice
- Steve Anthony Bucknor (2007)[8]
- Lawrence Aloysius Burke, Erzbischof von Kingston (2009)[6]
- Gladys Bustamante, Gewerkschafterin und First Lady

## C
- Rafael Leonardo Callejas, Präsident von Honduras
- Edwin W. Carrington, Generalsekretär der Caricom
- Karl Carstens, deutscher Bundespräsident
- Fidel Castro Ruz, Präsident Kubas
- Hopeton St Joseph Caven, Gewerkschafter
- Gladstone Raymond Chang (2011)[9]
- Barry Chevannes, Hochschullehrer, Soziologe (2010, posthum)[10]
- Lascelles Agustas Chin (2001)[11]
- Horace Antonio Clarke, Politiker
- Oliver Frederick Clarke
- William Eleaza Clarke (2007)[8]
- Sue M. Cobb, US-amerikanische Botschafterin in Jamaika (2010)[12]
- Daisy May Coke
- David Hilton Coore, Politiker
- Headley Washington Cunningham, Politiker (2007)[13]

## D
- Carlton Earl Davis
- Rae Anthony Davis, Kanzler der University of Technology (2006)[14]
- Miguel de la Madrid Hurtado, Präsident Mexikos
- Ludlow Lawson Douglas
- Carlyle Anthony Dunkley, Diplomat
- Mignonette Patricia Durrant, Diplomatin

## E
- Luis Echeverría Álvarez, Präsident Mexikos

## F
- Maurice William Facey
- Michael Sanford Fennell, Sportfunktionär (2005)[15]
- John Peter Figueroa, Hochschullehrer, Epidemiologe (2008)[3]
- Douglas Valmore Fletcher, Diplomat und Politiker
- Arnold Foote (2010)[12]
- Ian Xavier Forte, Richter
- Eric Frank Francis

## G
- Emil Calvin George
- Mavis Gwendolyn Gilmour-Petersen (2009)[6]
- Barbara Joy Gloudon, Dramatikerin und Journalistin
- Carolyn Gomes (2009)[6]
- Weeville Gordon (2007)[13]

## H
- Ray Hadeed (2006)[14]
- John Ambrose Samuel Hall, Hochschullehrer
- Kenneth Octavious Hall, Hochschullehrer, Rektor der University of the West Indies und Generalgouverneur Jamaikas (2004)[7]
- Oswald Gaskell Harding, Politiker (2003)[4]
- Paul Theodore Harrison, Richter (2006)[14]
- Hugh Cecil Edmund Hart, Politiker (2011)[9]
- Karl Reginald Maurice Hendrickson, Unternehmer (2003)[4]
- Roald Nigel Adrian Henriques
- Luís Herrera Campíns, Präsident Venezuelas
- Frederick "Toots" Hibbert, Musiker (2012)[1]
- Richard Ryan Ho Lung, Gründer von Brothers for the Poor, Dramatiker, Schauspieler, Songwriter (2008)[3]
- Michael Hylton (2006)[16]
- Noel Arthur Anthony Hylton, Vorsitzender der jamaikanischen Hafenbehörde

## I
- Anthony George Russell Irons
- John Joseph Issa, Hotelier

## J
- Owen Collin Jefferson
- Keith Meredith Johnson, Diplomat
- Edwin Samuel Jones, Hochschullehrer (2007)[8]

## L
- Dennis Lalor
- Gerald Cecil Lalor, Hochschullehrer
- Derick Milton Latibeaudiere, Direktor der Bank of Jamaica
- Vincent Milton Lawrence
- Byron Lee, Musiker (2008)[17]
- Michael Anthony Lee Chin (2008)[3]
- Karl Reginald Maurice Lewin
- Olive Wilhelmina Mahoney Lewin, Musikerin
- Vernon Oswald Lindo, Mediziner
- Orland Ugham Lindsay, Bischof
- Neville "Bunny Wailer" O’Riley Livingstone, Musiker (2012)[1]
- Clive Hubert Lloyd, Cricketspieler
- Beverley Eleanor Lopez (2006)[14]
- Henry Isaac Clore Lowe (2012)[1]
- Muriel Veronica Lowe Valentine (2009)[6]

## M
- Phyllis Claire MacPherson-Russell, Hochschullehrerin und Politikerin (2003)
- Roger Mais, Schriftsteller (posthum, 1978)[18]
- Ferdinand George Mahfood (2012)[1]
- Nelson Rolihlahla Mandela, Präsident Südafrikas
- Mayer Michael Matalon, Unternehmer
- Moses M. Matalon, Bürgermeister von Kingston
- Zaila Rowena Mc Calla
- William Anthony McConnell (2006)[16]
- Neville Maurice McCook, Sportfunktionär (2006)[14]
- Ian McDonald Ramsay
- Marshall McGowan Hall (2010)[12]
- John Kenneth McKenzie Pringle, Direktor des Jamaica Tourist Board
- Velma Corrine McLarty
- Kenneth McNeill, Mediziner und Politiker (1977)[19]
- Carlos Saul Menem, Präsident Argentiniens
- Errol Lawrence Miller, Vorsitzender der Wahlkommission (2003)[4]
- Shirley Isabelle Miller (2004)[7]
- Donald Owen Mills, Diplomat
- Owen St. Clair Morgan (2006)[14]
- William Manuel Morris
- Errol York St Aubyn Morrison, Gewerkschafter und Kanzler der University of Technology
- Peter Hollingsworth Moses (2011)[9]
- Robert Gabriel Mugabe, Präsident Simbabwes (1996)[20]
- David Manual Muirhead
- Seymour St Edward Mullings, Politiker
- Keble Munn, Politiker (2007)[8]

## N
- Julius Kambarage Nyerere, Präsident Tansanias

## P
- Seymour Radcliffe Panton
- Uriah Nathaniel Parnell, Richter
- Valentine Winston Parnell
- Carlos Andrés Pérez, Präsident Venezuelas
- Frank Milton Granville Phipps (2011)[9]
- Dorothy Yvonne Pine-McClarty (2007)[8]
- Aston Wesley Powell
- Colin Luther Powell, US-amerikanischer General und Politiker
- Aston Zachariah Preston, Vizekanzler der University of the West Indies

## R
- Allan Fitzroy Rae
- Roderick George Rainford, Direktor der Bank of Jamaica, Generalsekretär der Caricom
- Gregory Ramkissoon (2010)[12]
- Charles Bernard Rangel, US-amerikanischer Politiker (2009)[6]
- Alfred Adolphus Rattray, Diplomat und Politiker
- Carl Raphael Rattray, Richter (1994)[21]
- Kenneth Osbourne Rattray
- Jerry Rawlings, Präsident Ghanas
- Donald James Reece, emeritierter Erzbischof von Kingston (2012)[1]
- Alfred Charles Reid, Bischof (2005)[15]
- Molly May Rhone, Sportfunktionärin (2011)[9]
- Egerton (Rudolph) Richardson, Politiker und Diplomat
- Basil Linton Robinson
- Joyce Lelieth Robinson
- Leacroft Hercot Ulyssess Robinson, Richter
- Leslie Roy Bruce Robinson, Hochschullehrer, Mathematiker
- Patrick Lipton Robinson, Richter (2009)[6]
- Derrick Austin Rochester (2012)[1]
- Patrick Hoppner Orla Rousseau
- Ira deCordova Rowe, Richter

## S
- Carlos Salinas de Gortari, Präsident Mexikos
- Alfred Watt Maxwell Sangster
- Douglas Anthony Clive Saunders, Diplomat (2011)[9]
- Theodore Eustace Sealy
- Mary Jane Seivwright
- Hugh Lawson Shearer, Politiker
- Hugh Braham Sherlock
- Gordon Valentine Shirley (2009)[6]
- Ronald Hugh Small, Richter
- Kenneth George Smith, Richter
- Königin Sophia von Spanien (2009)
- Neville Wordsworth deSouza, Bischof[22]
- Victor Stafford Reid, Journalist und Schriftsteller
- Carmen Lois Stewart (2007)[13]
- Gordon Arthur (Butch) Stewart, Hotelier
- Adrian Patrick Strachan

## T
- Garth Alfred Taylor (2005)[15]
- Kingsley Charles St. George Thomas
- Dudley Joseph Thompson, Politiker und Diplomat (1989)[23]
- Desmond Mpilo Tutu, südafrikanischer Bischof
- Shirley Tyndall

## W
- Danville Anthony Ludlow Walker (2008)[3]
- Herbert Samuel Walker, Diplomat
- Courtney Walsh, Cricketspieler
- Basil Barrington Watson, Künstler (2005)[15]
- Burchell Anthony Whiteman, Diplomat und Politiker (2006)[16]
- Raby Danvers Williams
- Arthur Stanley Wint, Leichtathlet und erster Olympiasieger für Jamaika
- Lensley Wolfe, Richter
- Neville Wordsworth de Souza
- Hector Lincoln Wynter, Politiker, Journalist und Diplomat
- Hugh Hastings Wynter, Hochschullehrer
- Sylvia Wynter, Hochschullehrerin (2010)[12]

## Z
- Edward Zacca, Richter und Interims-Generalgouverneur